# Joceline Percy, XI conde de Northumberland
Joceline (o Josceline) Percy, XI conde de Northumberland, V barón Percy (4 de julio de 1644 - Turín, 31 de mayo de 1670) fue un par inglés.

## Orígenes familiares
Percy fue el primogénito de Algernon Percy, X conde de Northumberland (1602–1668), miembro de la Orden de la Jarretera, y su segunda esposa, Elizabeth Howard, hija de Theophilus Howard, II conde de Suffolk (1584–1640), también miembro de dicha orden.
Sirvió como paje en la coronación de Carlos II de Inglaterra el 23 de abril de 1661, el 4 de noviembre de ese mismo año comenzó a estudiar derecho en Inner Temple.

## Matrimonio e hijos
El 23 de diciembre de 1662, se casó con Lady Elizabeth Wriothesley, hija y co-heredera de Thomas Wriothesley, IV conde de Southampton, con quien tuvo dos hijos:
- Henry Percy, Lord Percy (1668–1669), único hijo y heredero aparente hasta su muerte prematura.
- Lady Elizabeth Percy (1667–1722), única hija y heredera de su padre. Casada con Henry Cavendish, conde de Ogle, más tarde con Thomas Thynne, y finalmente con Charles Seymour, VI duque de Somerset (1662–1748).

## Muerte y sucesión
Tras morir en 1670 sin herederos masculinos, los títulos del conde se extinguieron mientras su patrimonio fue otorgado a su úníca hija Lady Elizabeth Percy (1667–1722). Esta se casó por tercera vez con Charles Seymour, VI duque de Somerset (1662–1748), convirtiéndose en una de las parejas más acaudaladas de Inglaterra. El Condado de Northumberland se volvió a crear en 1748 para su nieto, Algernon Seymour, VII duque de Somerset (1684–1750),  cuyo yerno, Sir Hugh Smithson (1715–1786), le sucedió y tomó el apellido Percy; más tarde este último sería creado duque. El VII duque de Somerset  fue nombrado conde de Egremont en 1749, en el cual le sucesió su sobrino, Sir Charles Wyndham (1710–1763), quien heredó otra parte del patrimonio de los Percy.